# Corsomyza hirtipes
Corsomyza hirtipes är en tvåvingeart som beskrevs av Macquart 1840. Corsomyza hirtipes ingår i släktet Corsomyza och familjen svävflugor. Inga underarter finns listade i Catalogue of Life.